# Модель потрійної спіралі інновацій
Модель потрійної спіралі інновацій описує систему взаємодії між академічним середовищем ( університетами ), промисловістю та урядом з метою сприяння економічному та соціальному розвитку — у контексті таких понять, як економіка знань та суспільство знань .    У теорії інноваційної спіральної моделі кожен сектор представлений у вигляді кола (спіралі), а їхнє перекриття відображає взаємодію між ними. Первинне моделювання цієї взаємодії було двовимірним, однак згодом концепція ускладнилася — зокрема, в часовому аспекті. Цю модель уперше теоретично обґрунтували Генрі Ецковіц і  Лоет Лейдесдорф у 1990-х роках, опублікувавши працю «Потрійна спіраль: відносини між університетами, промисловістю та урядом: лабораторія економічного розвитку, заснованого на знаннях»  . Взаємодія між університетами, промисловістю та урядами призвела до появи нових посередницьких інституцій, таких як офіси трансферу технологій та наукові парки.Ецковіц і Лейдесдорф запропонували теоретичну модель взаємовідносин між трьома секторами й пояснили виникнення цих нових гібридних організацій.  Інноваційна структура потрійної спіралі отримала широке визнання й, завдяки застосуванню в політичній практиці, сприяла трансформації кожного з трьох секторів.   

## Три компоненти моделі
Модель потрійної спіралі інновацій, як її теоретично обґрунтували Ецковіц та Лейдесдорф,ґрунтується на взаємодії трьох ключових елементів, кожен із яких виконує свою початкову роль:  університети, що займаються фундаментальними дослідженнями, галузі промисловості, що виробляють комерційні товари, та уряди, що регулюють ринки.   У міру посилення взаємодії між цими секторами кожен з них починає переймати окремі характеристики інших, що, у свою чергу, призводить до виникнення гібридних інституцій  — нових організацій, які поєднують риси кількох секторів.
У цій моделі існують двосторонні взаємозв'язи між університетами, промисловістю та урядом, які формують динамічну систему співпраці, спрямовану на інноваційний розвиток.

### Взаємодія між університетами та промисловістю
Ецковіц і Лейдесдорф стверджують, що початковою роллю університетів є надання освіти та проведення фундаментальних наукових досліджень. Відповідно, взаємодія між університетом і промисловістю на початковому етапі зосереджується саме на цих двох аспектах. Згідно з  лінійною моделлю інновацій університети мають забезпечувати наукову базу, на якій промисловість зможе ґрунтуватися для створення комерційних продуктів. Інші форми взаємодії виникають через залучення управлінців з індустріального сектору та викладачів університетів до роботи в обох середовищах. На думку Ецковіца, передача людей між університетом і промисловістю становить один із найважливіших каналів обміну знаннями. Це може бути як постійний перехід в одному чи іншому напрямку, так і кар’єра, що охоплює обидві сфери. Він,зокрема,наводить приклад Карла Джерассі, директора з досліджень фармацевтичної компанії, який приєднався до Стенфордського університету, не припиняючи своєї діяльності в промисловості. 
Утім, інші дослідники звертають увагу на можливі недоліки подібної взаємодії — зокрема, на те, що консультативна діяльність викладачів може знижувати їхню увагу до навчального процесу, а також створювати потенційні конфлікти інтересів, пов’язані з використанням ресурсів університету на користь промисловості.  Додатковий обмін знаннями між університетом та промисловістю відбувається через неформальні комунікації, наукові конференції або зацікавленість промислових структур в академічних публікаціях.  Ще одним прикладом взаємодії, наприклад, є створення кооперативних програм, таких як курс MIT-General Electric  який який має на меті інтегрувати галузевий підхід у навчальні програми студентів.

### Взаємодія університету та уряду
Сила взаємодії між урядом та університетами залежить від загального підходу уряду до вищої освіти та відповідної політики. Модель Ецковіца та Лейдесдорфа розглядає цю взаємодію як спектр.
На одному його кінці — країни, де вища освіта переважно державна, як у континентальній Західній Європі: у таких умовах уряд має значно більший вплив на університети та їхню дослідницьку діяльність, оскільки є основним джерелом фінансування.  На іншому  — модель, притаманна США, де університети також отримують певну державну підтримку, однак у цілому мають вищий рівень автономії та менш піддаються державному контролю. Водночас ці дві крайнощі слугують радше теоретичними ідеальними типами, а не точним відображенням реальності.  Зміна обставин може змусити уряд посилити співпрацю з науковими установами — наприклад, у воєнний час або через фінансування стратегічно важливих галузей, як-от фізика. Наприклад, у Сполучених Штатах Міністерство оборони активно фінансувало фізичні дослідження під час Другої світової війни та Холодної війни .  Ще одним прикладом участі держави у вищій освіті стало створення нових університетів відповідно до Законів Моррілла про земельні гранти 1862 року, що сприяли заснуванню коледжів із земельними грантами .  Корнельський університет, Університет Флориди та Університет Пердью – це три з сімдесяти шести установ, створених у рамках цієї програми.

### Взаємодія між урядом та промисловістю
Взаємини між урядом і промисловістю залежать від економічної моделі держави. У країнах із ліберальною економікою роль уряду обмежується запобіганням ринковим збоям. У той час як у державах з більш активною участю в економіці уряд виконує регуляторну функцію в промисловості. І тут ідеться про два полюси спектра, між якими існує широкий простір для варіацій, зумовлених конкретними обставинами чи галузевою специфікою.  Наприклад, як зазначав Бхавен Сампат, у 1960-х роках уряд створив постанову, яка забороняла патентування або передачу ліцензій на результати університетських досліджень, які фінансувалися Національними інститутами охорони здоров'я .  Одним із ключових аспектів взаємодії держави з промисловістю є формування законодавства у сфері інтелектуальної власності та контроль за його дотриманням.

### Сила взаємодії

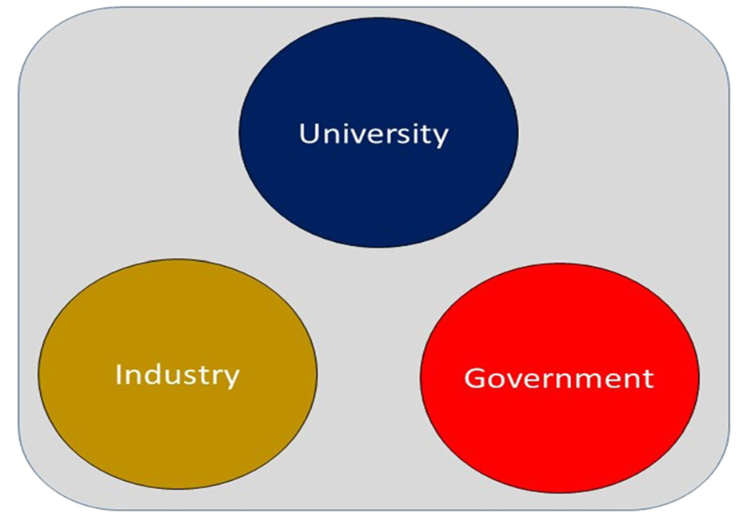
Рисунок 1 : Взаємодії потрійної спіралі в країні, що розвивається (сілосне утримання)

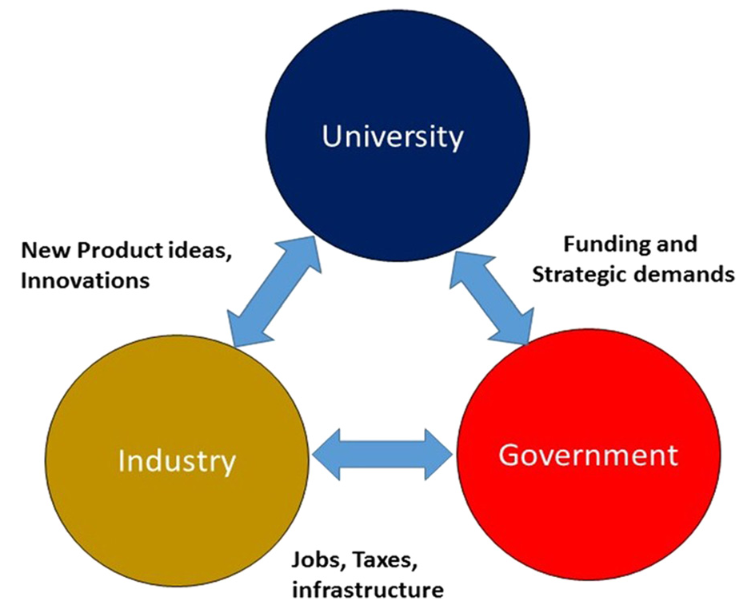
Рисунок 2 : Початок стратегічних взаємодій потрійної спіралі в країні із середнім рівнем доходу (тягнучо-односторонній підхід)

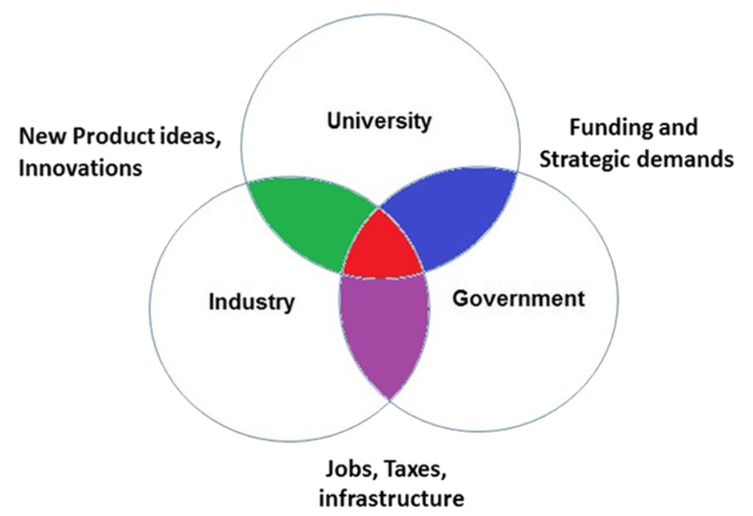
Рисунок 3 : Стратегічні взаємодії потрійної спіралі в розвиненій країні (червоний колір позначає науковий парк)

Етковіц і Лейдесдорф спочатку стверджували, що сила взаємодії між урядом, промисловістю та університетами залежить від того, який із цих компонентів виступає рушієм у рамках цієї системи.
У статистській моделі провідну роль відіграє сильна держава, яка спрямовує взаємодію між трьома компонентами зверху вниз, реалізуючи централізований підхід.  Це сприяє формуванню тісніших зв’язків і більш інтегрованої моделі. У моделі laissez-faire, де провідну роль відіграють промисловість і ринкові сили, зв’язки є слабшими, а кожна установа зберігає значну автономію.
Однак це розмежування не завжди є чітким, оскільки держави можуть займати як активну, так і пасивну позицію залежно від галузі чи конкретного контексту..  Сила взаємодії також змінюється відповідно до рівня розвитку країни: у слаборозвинених країнах домінує «ізольована модель» (silo model), у країнах із середнім рівнем доходів поступово формуються помірні зв’язки — з одного боку, через прагнення до економічного зростання, а з іншого — через потребу в ринково-орієнтованому технологічному розвитку. У розвинених країнах формується тісна взаємодія, зокрема у вигляді наукових парків.  У нещодавній праці Етковіц підкреслює, що перехід до суспільства знань посилив роль університетів. Адже інновації дедалі більше базуються на науковому знанні, і тому університети як його творці стають ціннішими.  Унаслідок цього, як він стверджує , університет, промисловість і уряд перебувають у більш рівноправному становищі, і жоден із них не обов’язково виступає домінуючим чинником у моделі потрійної спіралі інновацій.

## Еволюція та гібридизація
Ця модель також розмила традиційні межі між основними функціями трьох суб’єктів. За словами Етковіца та Лейдесдорфа, це означає другий етап розвитку потрійної спіралі інновацій.  Наприклад, університети дедалі активніше займаються комерційною діяльністю — зокрема патентуванням і ліцензуванням — виходячи за межі суто фундаментальних досліджень. Наступним етапом є поява посередницьких структур між трьома суб’єктами, а також гібридизація цих трьох сфер.  Втім, кожен елемент зберігає пріоритет у своїй традиційній сфері: університети — у виробництві знань, промисловість — у їхній комерціалізації, а уряд — у регулюванні.
Університети створили офіси трансферу технологій (TTO), щоб сприяти перетворенню фундаментальних і прикладних досліджень з комерційним потенціалом у реальні продукти. Одним із завдань TTO є генерування доходів для університету, посилюючи тим самим його економічну роль. Проте, загалом середній рівень прибутковості таких офісів залишається низьким.  згідно з даними Платформи інноваційної політики, доходи американських університетських TTO від ліцензування патентів у середньому у десять разів перевищують показники європейських аналогів.  Наукові парки також стали результатом співпраці університетів, промисловості та уряду.  Їхнє створення може бути ініційоване промисловим регіоном, який прагне модернізації за підтримки університету, або самим університетом, який хоче залучити до співпраці бізнес. Прикладами таких ініціатив є розвиток наукового парку Стенфорда навколо університету або Дослідницького трикутника у Північній Кароліні. 
«Підприємницький університет» — ще один гібридний елемент, який Етковіц визначає за такими критеріями: комерціалізація знань, тісні зв’язки з урядом і промисловістю, високий рівень автономії та постійна еволюція відносин між трьома суб’єктами. Етковіц вважає MIT яскравим прикладом «підприємницького університету». 

## Розширення моделі

### Модель чотирьох спіралей
Спираючись на модель потрійної спіралі, модель чотирикратної спіралі додає четвертий компонент до структури взаємодії між університетом, промисловістю та урядом: громадськість, що складається з громадянського суспільства та ЗМІ.   Ця концепція була  вперше запропонована у 2009 році Еліасом Г. Караяннісом та Девідом Ф. Дж. Кемпбеллом.  Метою цієї моделі є подолання розриву між інноваціями та громадянським суспільством. Вона стверджує, що в межах моделі потрійної спіралі нові технології не завжди відповідають потребам і вимогам суспільства, що обмежує їхній потенційний вплив. Відтак, модель підкреслює суспільну відповідальність університетів, доповнюючи їхню традиційну роль у навчанні та дослідженнях. Модель чотирикратної спіралі стала підходом, який Європейський Союз має намір застосувати для розвитку конкурентоспроможного суспільства, заснованого на знаннях.  Згодом ця модель була впроваджена в проєкти та політики, що фінансуються ЄС, зокрема в проєкт EU-MACS (Європейський ринок кліматичних послуг) , який є продовженням Європейської дорожньої карти досліджень та інновацій для кліматичних послуг, а також у політику Європейської Комісії «Відкриті інновації 2.0» (OI2), спрямовану на підтримку відкритих інновацій у рамках єдиного цифрового ринку. 

### Модель п'ятикратної спіралі
Модель п'ятірної спіралі була спільно розроблена Еліасом Г. Караяннісом і Девідом Ф. Дж. Кемпбеллом у 2010 році.  Вона базується на моделях потрійної та чотирикратної спіралей і додає як п'яту спіраль природне середовище.  У цій моделі природне середовище суспільства та економіки  розглядається як рушійна сила для виробництва знань та інновацій, визначаючи  соціально-екологічні можливості для суспільства знань та економіки знань, зокрема інновації спрямовані на сталий розвиток, та боротьбу зі  зміною клімату .  Модель п’ятірної спіралі можна описати через моделі знань, які вона розширює, п’ять підсистем (спіралей), які вона включає, та етапи, пов’язані з циркуляцією знань.  Існують дискусії щодо визначення моделей чотирикратної та п’ятірної спіралей: деякі дослідники вважають їх додатковими спіралями, тоді як інші розглядають їх як різні типи спіралей, що охоплюють попередні.  

## Потрійна спіраль та розробка політики

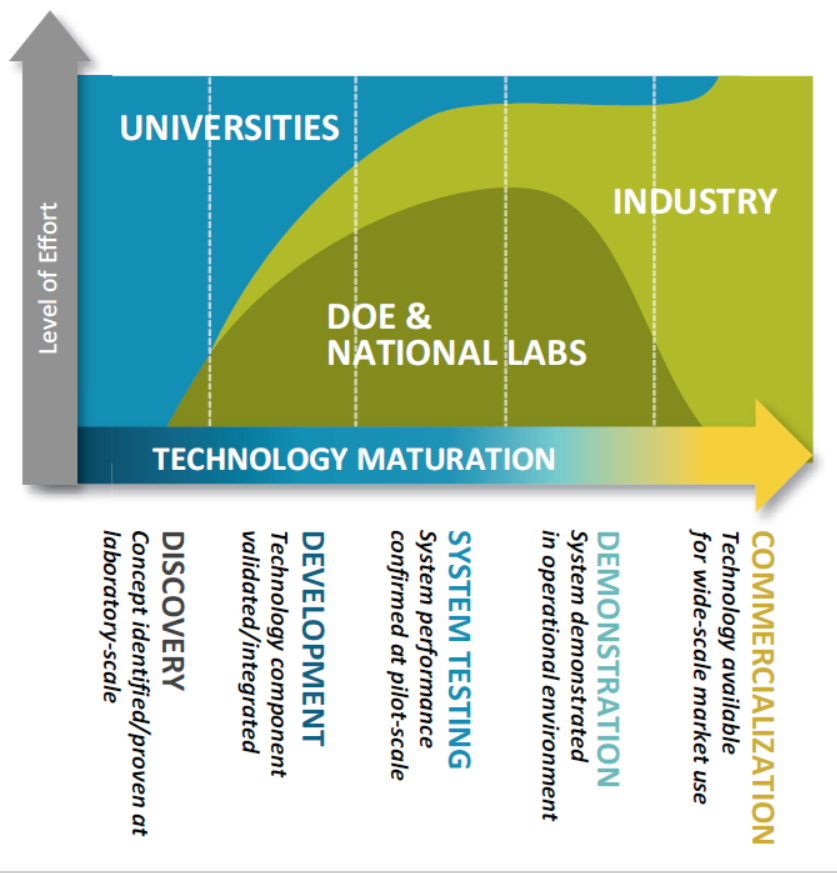
Рисунок 4 : Зв'язок національних лабораторій Міністерства енергетики США з університетами та промисловістю в системі енергетичних інновацій

Модель потрійної спіралі використовується як аналітичний інструмент для вивчення еволюції взаємовідносин між університетами, промисловістю та урядом.  Однак, за словами Ецковіца та Лейдесдорфа, вона також може слугувати інструментом формування політики. Цю модель застосовували для обох цілей урядові організації, зокрема Міністерство енергетики США .  Ецковіц зазначає, що після завершення радянської епохи у Східній Європі були впроваджені політики, натхненні моделлю потрійної спіралі, з метою стимулювання економічного зростання. У Швеції політика потрійної спіралі була спрямована на об'єднання інноваційних ініціатив різного масштабу для підвищення їх загальної ефективності.   Модель потрійної спіралі також застосовувалася в країнах та регіонах, що розвиваються. 

### Критика моделі потрійної спіралі
Модель потрійної спіралі як інструмент формування політики для економічного зростання та регіонального розвитку зазнала критики з боку багатьох дослідників.  Основна критика полягає в тому, що концепція Ецковіца та Лейдесдорфа була розроблена в контексті розвинених західних країн, що означає її залежність від певних інфраструктур та умов. Наприклад, модель передбачає, що наукоємна діяльність пов'язана з економічним зростанням, що права інтелектуальної власності будуть захищені, а держава має демократичну та ринково-орієнтовану культуру.  Подальша наукова критика моделі зосереджена на умовах, необхідних для реалізації інноваційної політики потрійної спіралі. Стверджується, що модель Ецковіца та Лейдесдорфа є занадто загальною та не враховує необхідні передумови для її ефективного застосування.  Тому, на думку критиків, модель потрійної спіралі не є релевантним інструментом формування політики для країн, що розвиваються, де відсутня хоча б одна з цих умов.
Проте інші дослідники вважають, що модель потрійної спіралі здатна як описувати ситуацію в країнах, що розвиваються, так і бути корисною для планування політики. 